# Robert William Service
Robert William Service (16 de enero de 1874 – 11 de septiembre de 1958) fue un poeta y escritor, algunas veces denominado "el bardo del Yukón". Es famoso por sus obras sobre el norte de Canadá, incluyendo sus poemas "The Shooting of Dan McGrew", "The Law of the Yukon" y "The Cremation of Sam McGee". 
Además de sus trabajos sobre el Yukón, Service también escribió poesía recreada en lugares tan diversos como Sudáfrica, Afganistán y Nueva Zelanda. Su literatura tiene una perspectiva desde el Imperio británico.

## Biografía

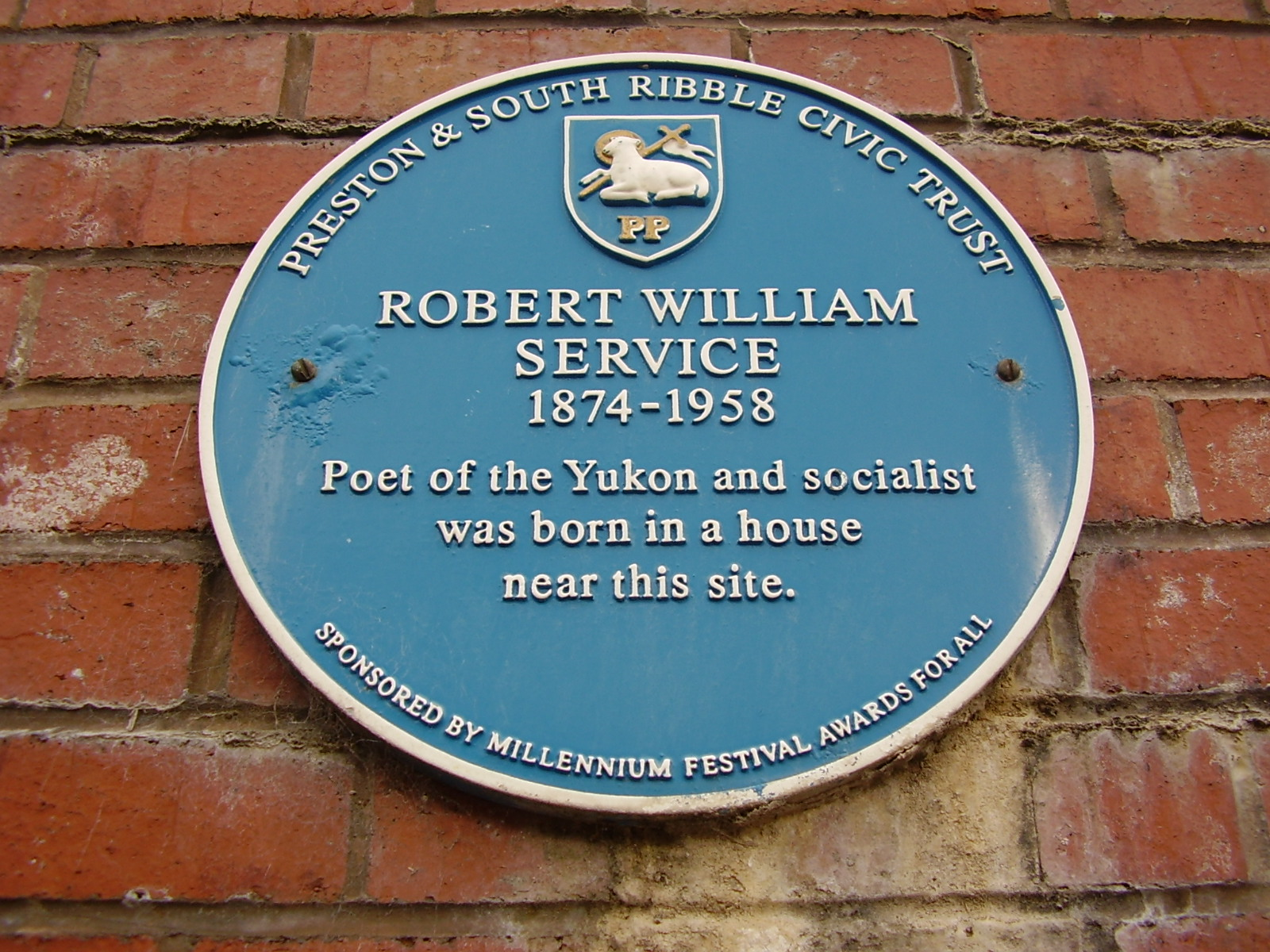
Placa conmemorativa en Preston, Inglaterra.

Service nació en una familia escocesa que vivía en Preston, Inglaterra. Fue educado en Escocia en la Hillhead High School en Glasgow. Se trasladó a Canadá a la edad de 21 años cuando renunció a su trabajo en un banco de Glasgow y viajó a la isla de Vancouver, en la Columbia Británica, con su traje de Buffalo Bill y sueños de convertirse en un cowboy. Se dejó llevar por todo el oeste de América del Norte, tomando y renunciando a una serie de trabajos. Contratado por el Canadian Bank of Commerce, trabajó en varias de sus sucursales antes de ser enviado a la sucursal de Whitehorse en el Territorio de Yukón en 1904, seis años después de la Fiebre del oro de Klondike.
Inspirado por la gran belleza de la vida salvaje en Yukón, Service comenzó a escribir poesía sobre las cosas que veía. Las conversaciones con los locales lo llevaron a escribir sobre las cosas que había observado, muchas de las cuales no sucedieron en realidad.
 No se asentó en Dawson City hasta 1908, llegando a Klondike diez años después de la fiebre de oro, pero su nombre como escritor ya era famoso.
Murió a los 84 años de un ataque cardíaco en Lancieux (Francia) el 11 de septiembre de 1958. Dejó una obra de más de mil poemas, y seisnovelas, que celebran la vida de aventuras de este artista de las rimas.

## Obras
- The Songs of a Sourdough (Publicado en Estados Unidos como The Spell of the Yukon and Other Verses) (1907)
- Ballads of a Cheechako (1909)
- The Trail of Ninety-Eight, A Northland Romance (1910)
- Rhymes of a Rolling Stone (1912)
- The Pretender. A story of the Latin quarter (1914)
- The Song of the Wage Slave (1915)
- The Rhymes of a Red-cross Man (1916)
- Ballads of a Bohemian (1921)
- The Poisoned Paradise (1922)
- The Roughneck, A Tale of Tahiti (1923)
- The Master of the Microbe (1926)
- The House of Fear, A Novel (1927)
- Why Not Grow Young? or Living for Longevity (1928)
- Bar-Room Ballads (1940)
- Ploughman of the Moon, An Adventure Into Memory (1945)
- The Ordinary Man
- The Ballad of the Ice-Worm Cocktail
- Bob Smart's Dream
- The March of the Dead
- Carols of an Old Codger
- Trail of Ninety-Eight
- The call of the wild[7]
- The Cremation of Sam McGee
- The Shooting of Dan McGrue